# ابداوة قمقوم (العوامرة الجنوبية)
ابداوة قمقوم هو دُوَّار يقع بجماعة زوادة، إقليم العرائش، جهة طنجة تطوان الحسيمة في المملكة المغربية. ينتمي الدوّار لمشيخة العوامرة الجنوبية التي تضم 11 دوار. يقدر عدد سكانه بـ 1043 نسمة حسب الإحصاء الرسمي للسكان والسكنى لسنة 2004.

## روابط خارجية
- البوابة الوطنية للجماعات الترابية
- المندوبية السامية للتخطيط